# Kōta (Aichi)
Kōta (幸田町 Kōta-chō?) es un pueblo localizado en la prefectura de Aichi, Japón. En octubre de 2019 tenía una población estimada de 42.200 habitantes y una densidad de población de 744 personas por km². Su área total es de 56,72 km².

## Geografía

### Localidades circundantes
- Prefectura de Aichi
  - Gamagōri
  - Nishio
  - Okazaki

## Demografía
Según los datos del censo japonés, esta es la población de Kōta en los últimos años.
| 1995   | 2000   | 2005   | 2010   | 2015   |
| ------ | ------ | ------ | ------ | ------ |
| 32.711 | 33.408 | 35.596 | 37.930 | 39.549 |

## Relaciones internacionales

### Ciudades hermanadas
- Provincia de Siem Riep, Camboya